# Migdal haEmek
Migdal haʿEmek (hebräisch מִגְדַּל הָעֵמֶק Migdal haʿEmeq, deutsch ‚Turm des Tales‘; arabisch مِجْدَال هَعِيمِق, DMG Miǧdāl Haʿīmiq) ist eine Stadt im Nordbezirk Israels.

## Geografie
Migdal haʿEmeq liegt in der Jesreelebene im Nordbezirk des Landes, wenige Kilometer südwestlich von Nazareth und hatte 2018 25.636 Einwohner.

## Geschichte
Franziskanerinnen gründeten 1904 das Erzengel-Gabriel-Kloster. Im Jahre 1952 gründete die israelische Regierung den Ort Migdal haʿEmeq zunächst als Siedlung jüdischer Einwanderer aus dem Iran. Das ursprüngliche Ortszentrum lag rund einen Kilometer südöstlich des im Zuge des Kriegs um Israels Unabhängigkeit aufgelösten und anschließend von den siegreichen Israelis zerstörten palästinensischen Ortes al-Mudschaidil, der 1948 etwa 2.200 Einwohner hatte. Das israelische Gesetz schützt religiöse Stätten vor Zerstörung, nicht jedoch Verfall, weshalb diese bei Einebnung verlassener Orte meist ausgespart blieben, wie al-Mudschaidils Moschee, die Kirchen und die Friedhöfe.
In den zwei Jahren nach Gründung Israels (Mai 1948) fanden hunderttausende jüdische Europäer von jenseits des Mittelmeers Aufnahme wie Flüchtlinge und Vertriebene aus den muslimisch dominierten Nachbarländern, die im Zuge des Palästinakriegs ihre jüdischen Bürger auswiesen, so dass 1950 auf je 137 einheimische Israelis (jüdische und arabische Israelis) 100 Flüchtlinge (Binnenflüchtlinge, Europa-Flüchtlinge und Mittelost-Flüchtlinge zusammen) kamen. Um diese vielen mittellosen Menschen kümmerte sich die UNO nicht, aber sie unterstützt gar durch ein eigenes Flüchtlingshilfswerk Palästina-Flüchtlinge, darunter gewährte sie auch Israelis Unterstützung, 27.000 jüdischen (1948) und 31.000 nichtjüdischen (1949). Einheimische wie Flüchtlinge wurden alle Israelis. Israelische Behörden wiesen viele der Obdachlosen in erhaltene Unterkünfte ein, die nach Flucht und Vertreibung nichtjüdischer Araber leerstanden. Doch die ursprünglichen Häuser al-Mudschaidils, ausgenommen die Gebäude religiöser Nutzung wie Kirchen, Friedhöfe und Moschee, hatte israelisches Militär bereits 1950 eingeebnet. 
Um die vielen geflüchteten Menschen unterbringen zu können, reichten leerstehende Häuser arabischer Palästina-Flüchtlinge nicht, weshalb Israel Übergangslager (מַעְבָּרָה Maʿəbbarah; Pl. Maʿəbbarōt) gründete. Ziel war allerdings nicht, ihr Flüchtlingsdasein zu verstetigen, darüber hätten ja Generationen aussichtslos ihr Leben verwarten müssen, sondern sie an neuer Stätte heimisch zu machen. Erste Menschen, die 1953 feste Unterkünfte in Migdal haʿEmeq bezogen, kamen aus der Maʿebbarat Schimron (מַעְבָּרַת שִׁימְרוֹן Maʿəbbarat Schimrōn, nördlich der Zomet Nahalal gelegen und 1958 geschlossen) und der Maʿebbarat Beit Scheʿarim (מַעְבָּרַת בֵּית שְׁעָרִים Maʿəbbarat Beit Schəʿarīm nördlich des Moschavs gleichen Namens und Ramat Jischais gelegen und 1954 geschlossen) zu denen Neueinwanderer aus China (Harbin, Magdan, Mandschurei und Tianjin) und dem Iran hinzustießen. Migdal haʿEmeq wurde Entwicklungsstadt. 

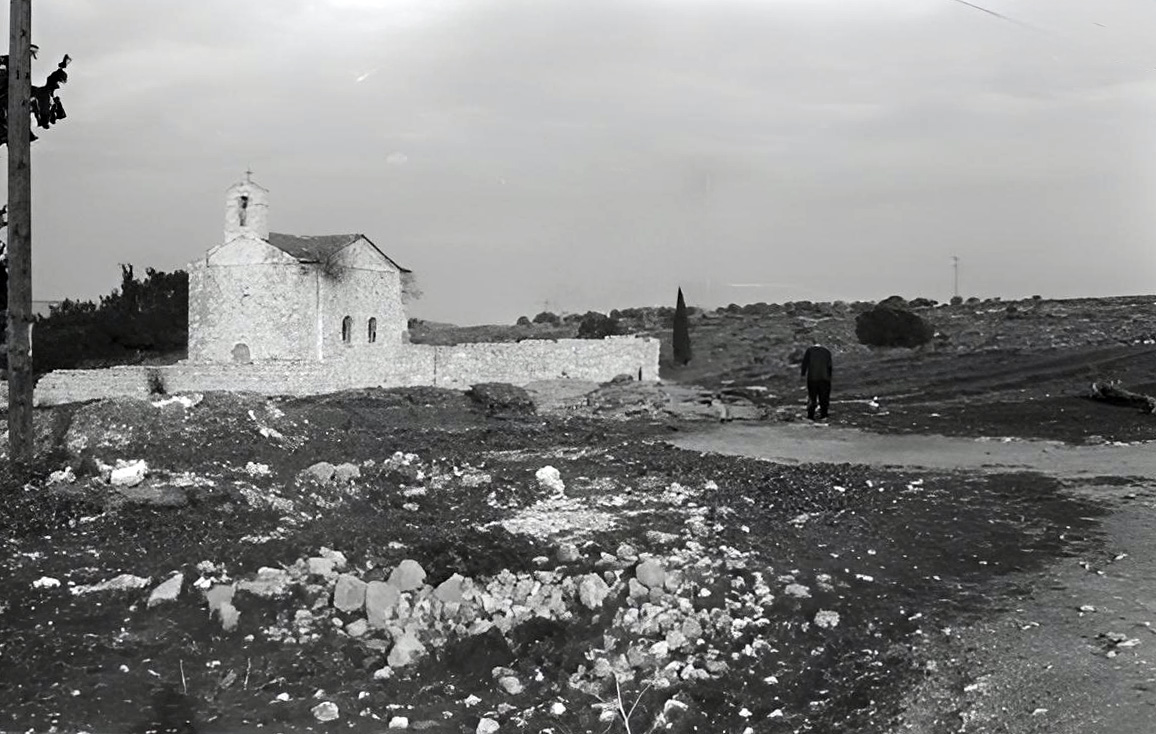
Bewucherte Nikolauskirche im Februar 1964 in der noch unbebauten Wüstung al-Mudschaidils während der Aufforstung als Jaʿar haMelech Gustav haSchischi

Westlich des geschleiften al-Mudschaidils, daher seit 1950 eine Wüstung, begann 1953 das neue Migdal haʿEmeq, das sie – da zu seinem Gemeindegebiet gehörig – erst viel später im Prozess seines weiteren räumlichen Wachstums einbezog. Da sie zunächst noch außerhalb des bebauten Migdal haʿEmeqs lag, begann der Jüdische Nationalfonds die Wüstung ab 1962 aufzuforsten. Dachverbände schwedischer jüdischer Gemeinden stifteten zu Ehren König Gustav VI. Adolfs von Schweden anlässlich seines 80. Geburtstags 1962 den Jaʿar haMelech Gustav haSchischi (יַעַר הַמֶּלֶךְ גּוּסְטַב הַשִּׁישִׁי Jaʿar haMelech Gūstav haSchīschī, deutsch ‚Wald des Königs Gustavs VI.‘, schwedisch Konung Gustaf VI Adolfs Skog), wozu der Nationalfonds die Wüstung ausersehen hatte. In Gegenwart des schwedischen Botschafters Hugo Tamm und des Finanzministers Gunnar Sträng wurde die Aufforstung feierlich begonnen, die Beteiligten setzten eigenhändig erste Bäumchen.
Aufgrund auch weiterhin starker Einwanderung ist die Bevölkerungszahl in Migdal haʿEmeq weiter stark gewachsen. Fast die Hälfte der heutigen Einwohner ist im Ausland geboren, vor allem in der ehemaligen Sowjetunion. Mit der ʿAlijjah von etwa 770.000 jüdischen und jüdischstämmigen, meist russischsprachigen ehemaligen Sowjetbürgern (1989–1995) gefolgt von noch einmal 130.000 Personen gleichen Hintergrunds bis 2007 kamen als deren Angehörige etwa 300.000 ebenfalls meist russischsprachige Nichtjuden nach Israel, von denen viele, vielleicht 30.000 bis 40.000 (2016) christliche Orthodoxe sind, die den israelischen griechischen orthodoxen Pfarreien zuzurechnen sind. Knapp 87,5 Prozent der Einwohner waren 2024 Juden, unter den übrigen Einwohnern sind viele Christen und einige Konfessionslose. Dabei zählten Nichtjuden wie Juden überwiegend zum hebräischsprachigen Gesellschaftssegment, arabische Israelis machten keine zwei Dutzend Personen aus.

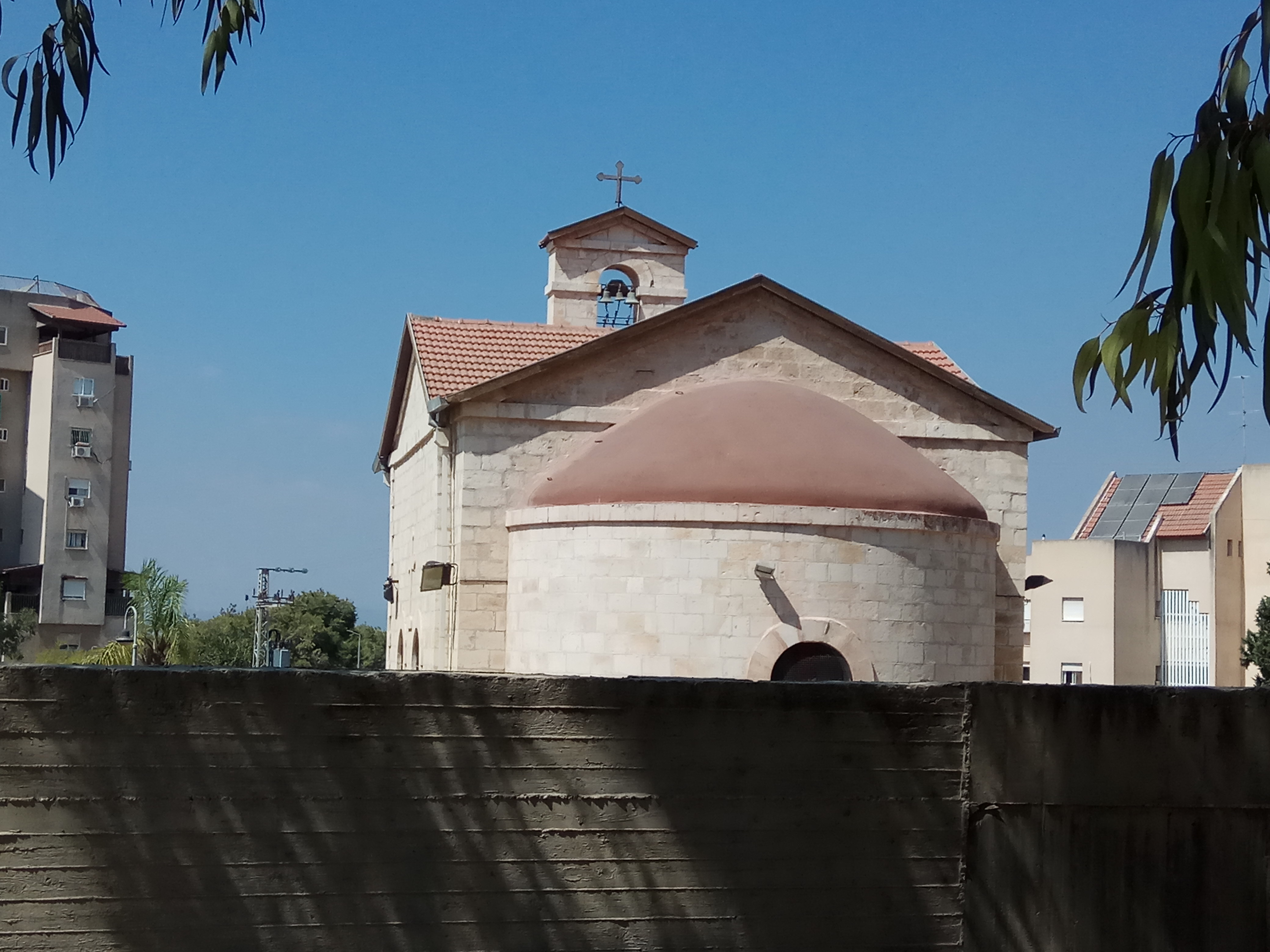
Nikolauskirche vor neuen Mehrgeschossern in Migdal haʿEmeq, 2018

Bei seinem Besuch in al-Mudschaidil 1888 stiftete Großfürst Sergei Alexandrowitsch Romanow das Geld für den Bau der Nikolauskirche. Die Vereinigung Sophia – Verein der Orthodoxen Christen in Israel (סוֹפִיָּה - עֲמֻתַּת הַנּוֹצְרִים הָאוֹרְתּוֹדוֹכְּסִים בְּיִשְׂרָאֵל Sōfijjah – ʿAmuttat haNōtzrīm haʾŌrtōdōksīm bəJisraʾel) ließ aus ihrem Spendenaufkommen diese orthodoxe Kirche bis 2004 zu Ende restaurieren, was eine Gruppe von Nazarenern, Ex-Bewohner al-Mudschaidils und ihre Nachfahren, bereits seit 1994 betrieben. Eingewanderte christliche orthodoxe Israelis bilden die Gemeinde verstärkt durch Arbeitsmigranten aus Bulgarien und Rumänien.

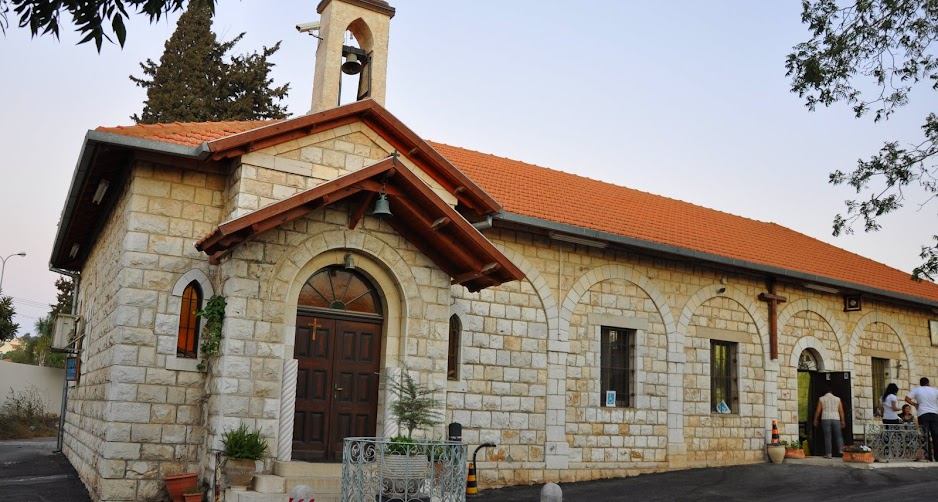
Klosterkapelle des Franziskanerinnenklosters Erzengel Gabriel in Migdal haʿEmeq, 2011

Die verwaiste Moschee al-Huda (مسجد الهدى Masǧid al-Huda), erbaut 1930 mit Minarett aus den 1940er Jahren, mit ihrem modernen Wassersammelsystem, dass Regen vom Dach in eine Zisterne leitete, verfiel vollkommen, so dass sie 2003 abgerissen wurde. An ihrer Stelle entstand ein Einkaufszentrum. Die dem Erzengel Gabriel geweihte Klosterkapelle des römisch-katholischen Franziskanerinnenklosters dient auch einer römisch-katholischen Gemeinde messianischer Juden.
Seit 2016 hat Migdal haʿEmeq mit der Neuen Jesreʾeltalbahn Anschluss an das Schienennetz der Israelischen Eisenbahn.
Im Süden der Stadt liegt der Ruinenhügel Tel Shaddud. Zu den bemerkenswertesten Fund im Umfeld des Hügels zählt ein kleiner Friedhof aus der späten Bronzezeit.